# Domaine de chasse de Rubi-Tele
Le domaine de chasse de Rubi-Tele est une aire protégée de la république démocratique du Congo, située au sud du Bas-Uele, entre Buta et Kole. Le domaine est créé en 1930 et à une superficie de 9 080 km2.